# Gmach Główny Muzeum Narodowego w Krakowie
Gmach Główny Muzeum Narodowego w Krakowie – zabytkowy budynek przy alei 3 Maja 1, wzniesiony w latach 1934–1989. Mieści wystawy stałe Muzeum Narodowego w Krakowie: Galerię Rzemiosła Artystycznego oraz XX + XXI. Galerię Sztuki Polskiej. Ponadto w Gmachu Głównym organizowane są wystawy czasowe.

## Historia budynku

### Przed 1945
W 1921 roku ustanowiony został Komitet Budowy Muzeum Narodowego w Krakowie jako Pomnika Wolności, służący budowie nowego gmachu dla działającego od 1879 Muzeum Narodowego w Krakowie. Projekt został jednak opóźniony ze względu na kryzys gospodarczy w Polsce, w związku z czym przedsięwzięcie przesunięto na następną dekadę. Dopiero w 1931 roku z inicjatywy prezydenta Krakowa, Mieczysława Kaplickiego, podjęto decyzję o zainwestowaniu w nowy gmach MNK. Wytyczne do projektu przygotowali pracownicy magistratu krakowskiego Czesław Boratyński i Edward Kreisler. Konkurs wygrał projekt warszawskich architektów Juliusza Dumnickiego, Janusza Juraszyńskiego i Bolesława Schmidta, jednak nie został on przeznaczony do realizacji. Jako finalnych wykonawców wybrano Czesława Boratyńskiego, Edwarda Kreislera oraz Bolesława Schmidta.
Budynek zaprojektowano na rzucie prostokąta z możliwością prowadzenia budowy w kilku etapach. Elewacja wykonana jest z triasowego dolomitu diploporowego pochodzącego prawdopodobnie z Libiąża. Do budynku prowadzą szerokie schody wykonane z Wołyńskiego klesowitu. Fronton, z portykiem i arkadowymi podcieniami miały zdobić – według projektu Adolfa Szyszko Bohusza – płaskorzeźby, na które jednak nie rozpisano konkursu. Posadzka holu i sali wystawowej na parterze wyłożone są wapieniami dewońskimi z rejonu Bolechowic. Posadzka holu pierwszego piętra wyłożona jest górnojurajskim wapieniem z Morawicy z widocznymi szkieletami belemnitów.
Instytut Współpracy Intelektualnej przy Lidze Narodów zorganizował w 1934 roku w Madrycie międzynarodową konferencję poświęconą budowie muzeów. Projekt polski został doceniony przez delegatów 18 państw, jako spełniający wszystkie warunki techniczne związane z oświetleniem, ogrzewaniem, wentylacją i nawilżaniem oraz aranżacją wnętrz. Budowa gmachu MNK rozpoczęła się w 1937 roku i miała trwać do 1944 roku, lecz jej ukończenie uniemożliwił wybuch II wojny światowej. W okresie okupacji niemieckiej niewykończony budynek pełnił funkcję kasyna; na podstawie projektu niemieckiego architekta A. Zimmera powiększono budynek od strony wschodniej i zachodniej, zmieniając też elewację północną. 

### Po 1945
Po II wojnie światowej, kiedy władzę w Polsce przejęli komuniści, ponownie rozpoczęto budowę tzw. Nowego Gmachu MNK. Do 1949 roku projekt osobiście finansowało Ministerstwo Kultury i Sztuki, później aż do 1956 roku prace uległy opóźnieniu ze względu na oszczędności oraz równoległą budowę Nowej Huty. Głównym projektantem Nowego Gmachu MNK został architekt Włodzimierz Marona. Już od 1952 roku, pomimo dalszej przebudowy, Nowy Gmach MNK zaczął już funkcjonować. Systematycznie do Nowego Gmachu MNK zaczęto przenosić kolejne działy, między innymi Bibliotekę MNK. Uroczyste otwarcie Nowego Gmachu MNK, przy dalszych pracach projektowych, nastąpiło 28 listopada 1957 roku. Kolejna faza rozbudowy rozpoczęła się w 1969 roku; zaplanowano modernizację wyposażenia technicznego i budowę kolejnych pomieszczeń Nowego Gmachu MNK. Prace jednak zostały wstrzymane w 1974 roku z powodu braku funduszy (wynikłego z równoczesnej budowy bardziej priorytetowej Huty Katowice), a kryzys gospodarczy u schyłku lat 70. spowodował, że aż do 1982 roku niemożliwa była dalsza rozbudowa. Dopiero po stanie wojennym przeprowadzono aktualizację projektu architektonicznego, ze względu na konieczność zainstalowania klimatyzacji i wentylacji. Ostatecznie Nowy Gmach MNK ukończono w 1990 roku.

## Dawne wystawy stałe

### Galeria „Broń i Barwa w Polsce”
Ekspozycja „Broń i Barwa w Polsce” była największą po warszawskim Muzeum Wojska Polskiego w Polsce galerią militariów . Powstała w 1991 roku , a w marcu 2009 została otwarta ponownie po gruntownej modernizacji . W liczącej około 1200 metrów kwadratowych przestrzeni muzealnej zaprezentowano zabytki wojskowości od X wieku do II wojny światowej . Z dzieł najstarszych wyróżniał się hełm szyszakowy z XI wieku . Galeria posiada kolekcję XVII-wiecznych zbroi husarskich. Wśród pamiątek po hetmanach zachował się rząd koński Stefana Czarneckiego, złoty buzdygan i zbroja karacenowa Stanisława Jabłońskiego, znak hetmański Hieronima Lubomirskiego. Wśród zabytków po dowódcach wojskowych – sukmana Tadeusza Kościuszki, Gwiazda Orderu Virtuti Militari księcia Józefa Poniatowskiego i mundur Józefa Piłsudskiego .
Po modernizacji galeria została wzbogacona o prezentacje filmowe, multimedialne oraz rekonstrukcje wybranych eksponatów służące widzom do bezpośredniego poznania historii polskiego oręża. Placówką edukacyjną związaną z galerią „Broń i Barwa w Polsce” było Stowarzyszenie Miłośników Dawnej Broni i Barwy . W 2023 roku „Broń i Barwa w Polsce” została zamknięta w Gmachu Głównym i przeniesiona do oddziału MNK Arsenał.

## Wystawy stałe

### Galeria Rzemiosła Artystycznego
Galeria Rzemiosła Artystycznego prezentuje wyroby rzemiosła artystycznego wykonane w Polsce i w Europie od wczesnego średniowiecza po okres secesji . Na stan z 2023 roku ekspozycja liczyła blisko 4 tysięcy zabytków w dziewięciu salach wystawowych.
Galeria prezentuje tkaniny i ubiory z okresu od XIV do początku XX wieku, w tym XIV-wieczną stułę z Opactwa Benedyktynów w Tyńcu, ornaty XV-wieczne z haftowanymi pretekstami, jedwabne pasy kontuszowe z XVII i XVIII wieku oraz kolekcję sukien od początku XIX po początek XX wieku, uzupełnioną o dodatki i akcesoria takie jak szale, bieliznę, wachlarze, rękawiczki i biżuterię. 
Galeria zawiera też srebra korpusowe i zabytki sztuki emalierskiej, będące częścią wystawy złotnictwa. Najstarsze i najcenniejsze zabytki to czara włocławska z pierwszej połowy X wieku i relikwiarz tzw. kruszwicki z XII wieku. W Galerii zobaczyć można również kolekcję polskich łyżek z XVI i XVII wieku i naczynia srebrne, częściowo złocone, z warsztatów działających między innymi w Krakowie, Lwowie, Gdańsku i Toruniu oraz w najważniejszych ośrodkach europejskich: Wrocławiu, Augsburgu, Norymberdze i Hamburgu. Ekspozycję uzupełnia cenny zbiór polskich guzów do ubiorów i pasów metalowych.
W Galerii prezentowana jest cenna kolekcja szkieł barokowych z manufaktur polskich takich jak Huta Kryształowa, Naliboki i Urzecze. Galeria zawiera też kolekcję środkowoeuropejskiego szkła biedermeierowskiego oraz kolekcję szkieł z drugiej połowy XIX wieku. Ceramika obejmuje między innymi zabytki z manufaktury królewskiej w Belwederze i z manufaktury Karola Wolffa na Bielinie w Warszawie, a także cenną wazę, półmisek i talerz z Serwisu Sułtańskiego z 1777 roku oraz wazon w typie „Tsun” z manufaktury Wolffa z lat 1780-1795. W Galerii prezentowany jest także zespół gotyckich i późniejszych dzwonów oraz moździerzy. Na uwagę zasługuje wielki moździerz apteczny gdańskiego ludwisarza Gerarda Benninga z 1623 roku. Ważnym eksponatem meblowym jest hiszpańskie vargueno (kabinet) z przełomu XV i XVI wieku, kabinety wykonane w Genui oraz kilka rokokowych mebli francuskich oraz duża kolekcja małych form meblarskich.
Wśród najcenniejszych zabytków z kolekcji zegarów wyróżniając się eksponaty kaflowe z warsztatu Wolfganga Prennera z Krakowa, zegar-kula z warsztatu Dawida Schrötera z Elbląga oraz zegary Jana Gotfrieda Krosza z 2 poł. XVIII wieku (zegar z figurą Chronosa i podróżny). Oprócz tego w gablocie sali z zabytkami znajdują się przedmioty związane z bohaterami narodowymi, np. Tadeuszem Kościuszko, Józefem Poniatowskim i Adamem Mickiewiczem. Do cennych eksponatów należy zakupiona przez Muzeum Narodowe w Krakowie w latach 1935-1939 kolekcja judaików, związanych z obrzędami synagogalnymi i domowymi (lampy chanukowe, jady, balsaminki).

W nowej części Galerii Rzemiosła Artystycznego wśród zabytków z początku XX wieku znajdują się przedmioty metalowe oraz galanteria skórzana, wykonane na kursach przy Muzeum Techniczno-Przemysłowym w Krakowie oraz w korzystających z zaplecza tego muzeum Warsztatach Krakowskich (1913–1926). Galeria zawiera też obiekty z okresu międzywojennego, np. modę damską z akcesoriami i biżuterią, szkła, porcelany z manufaktury w Ćmielowie oraz polskie meble (np. siedziska do sali kinowej projektu Franciszka Seiferta oraz część kompletu mebli do jadalni z roku 1938 autorstwa Tadeusza Knota-Rolanda). Wśród polskiej sztuki użytkowej z drugiej połowy XX wieku znajduje się ceramika stołowa i dekoracyjna z polskich fabryk porcelany i porcelitu z Ćmielowa, Chodzieży, Tułowic, Wałbrzycha czy Katowic-Bogucic. Wyróżniają się projekty Lubomira Tomaszewskiego – serwisy Ina i Dorota z fabryki w Ćmielowie. Wśród mebli z tego okresu można wyróżnić zestaw do pracy przy biurku i szafę biblioteczną projektu warszawskiej spółki Olgierd Szlekys, Władysław Wincze. Uzupełnieniem ekspozycji mebli są krzesła i fotele projektu Mariana Sigmunda, Wandy Gengi i Marii Chomentowskiej z lat 1958–1960.

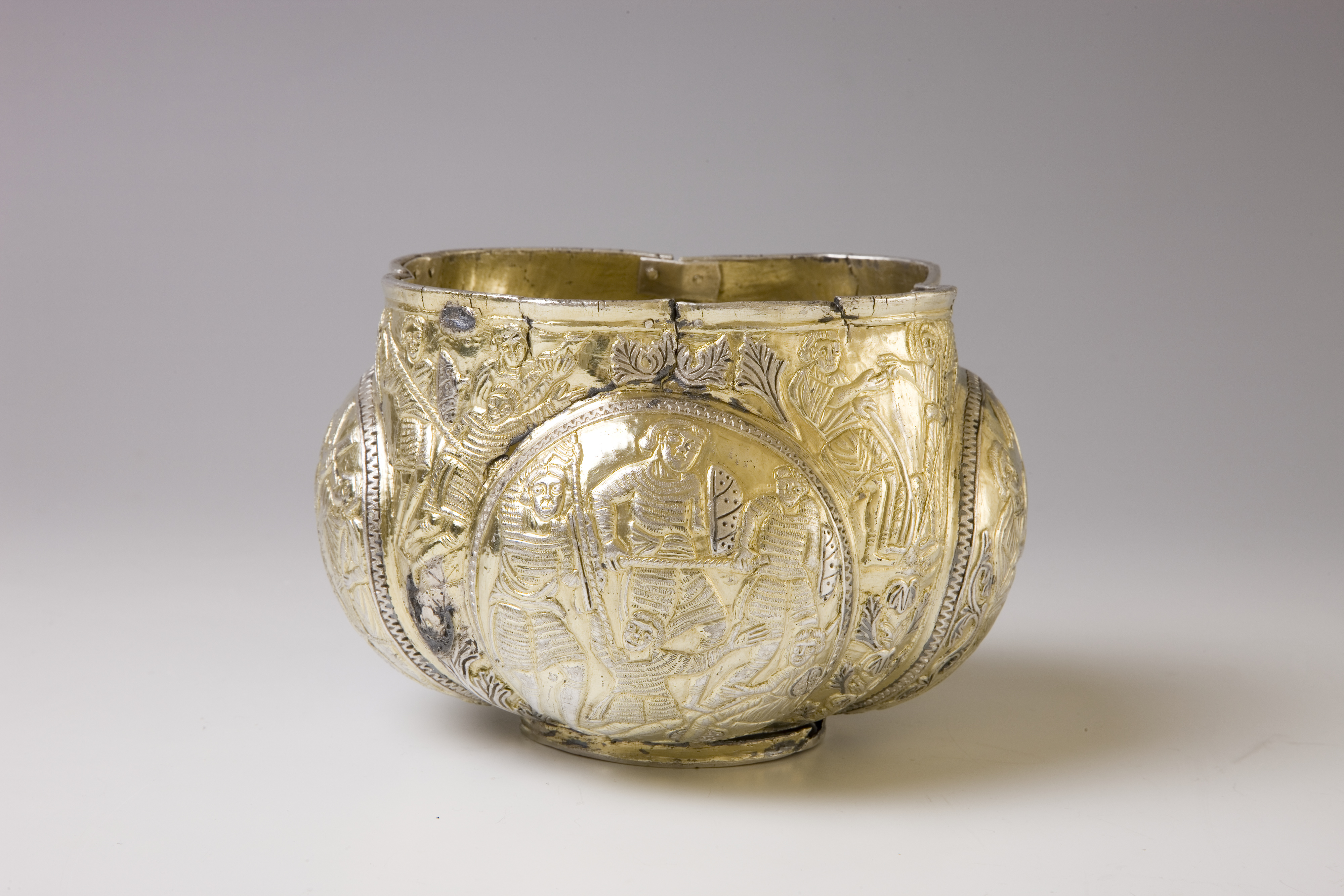
Czara włocławska, I połowa X wieku
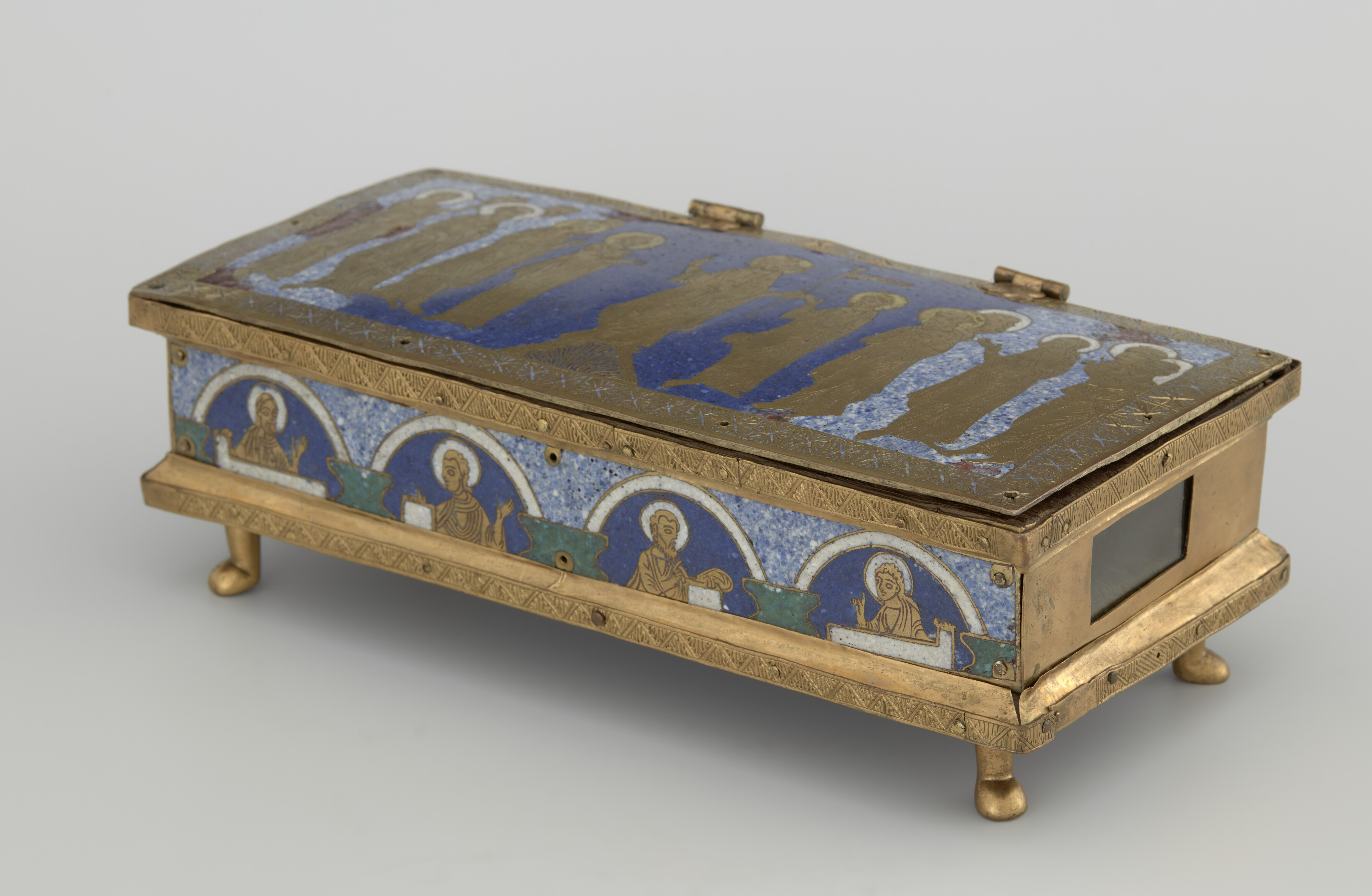
Relikwiarz włocławski tzw. kruszwicki, druga ćwierć XII wieku
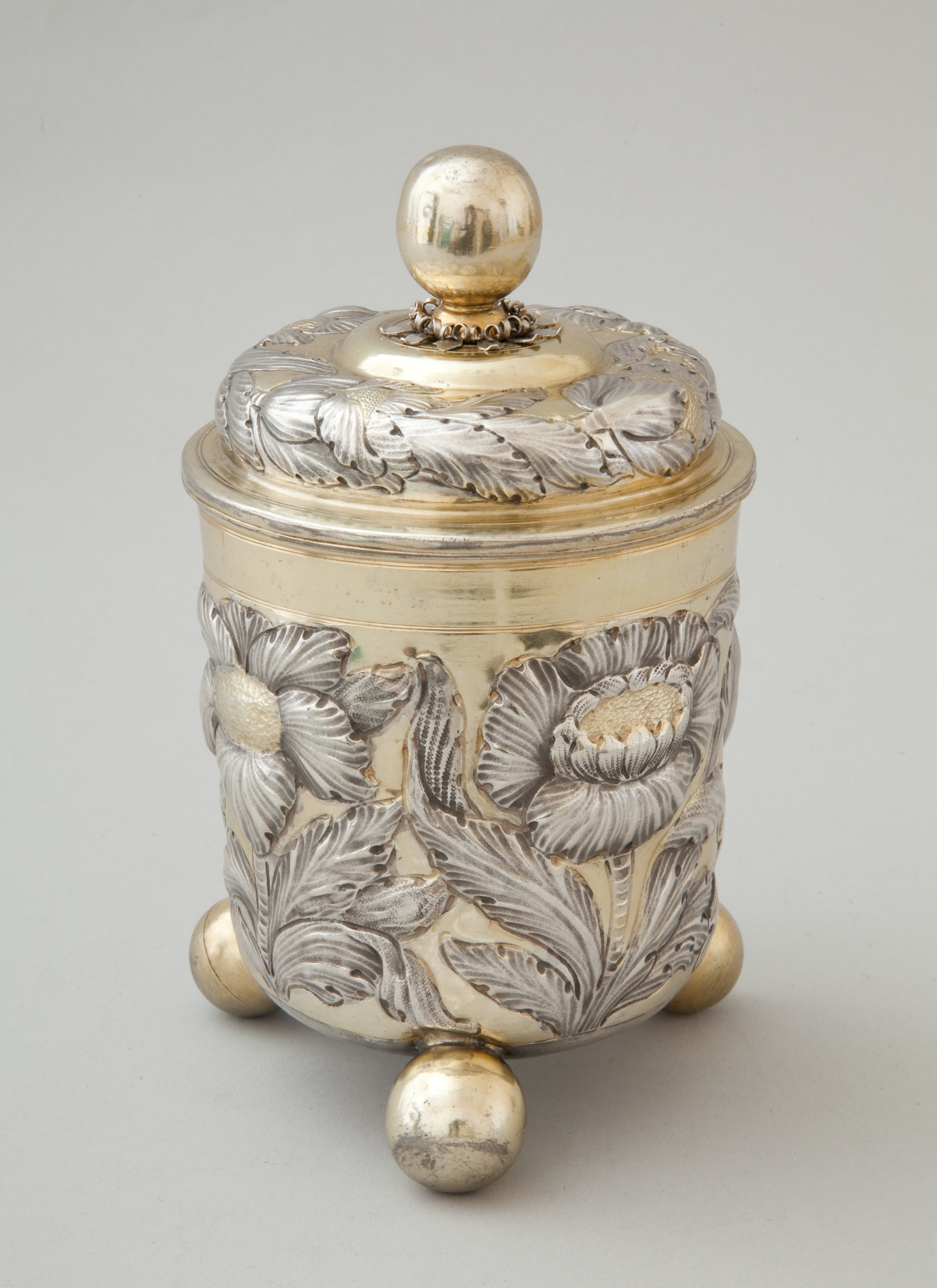
Kubek z pokrywą wykonany w Augsburgu ok. 1670
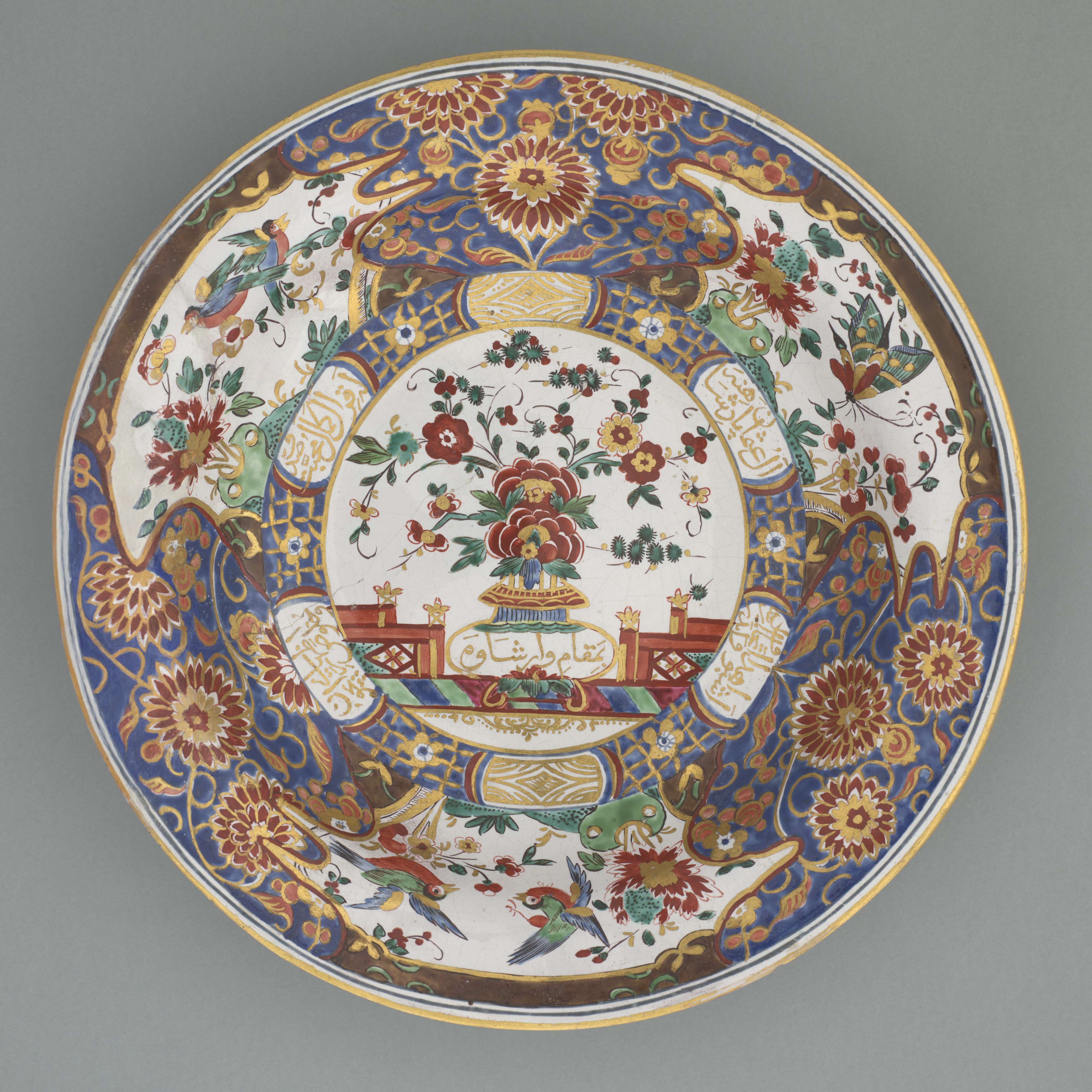
Talerz z tzw. serwisu sułtańskiego wykonanego przez królewską manufakturę fajansu w 1777
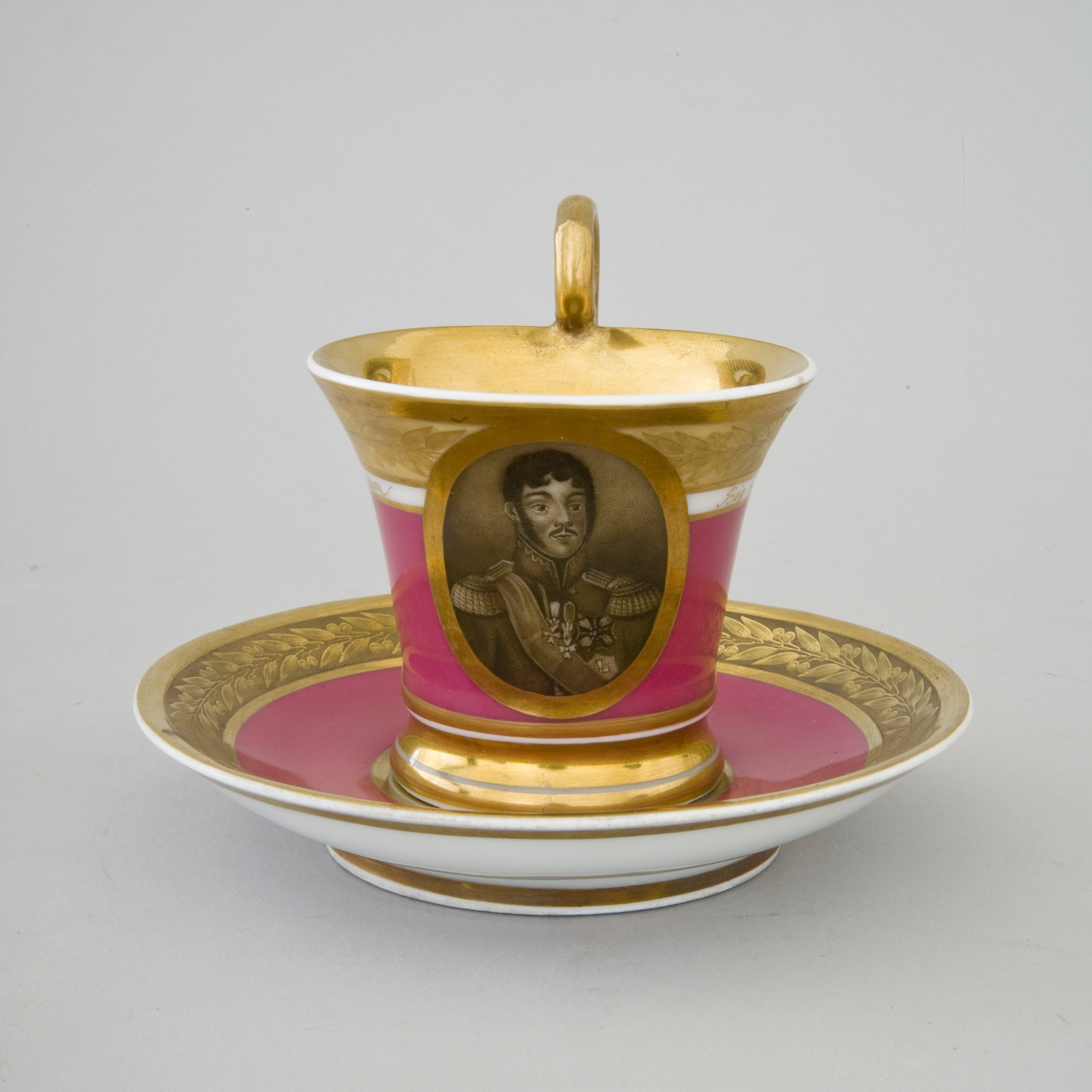
Filiżanka ze spodkiem, z portretem księcia Józefa Poniatowskiego, Baranówka, 1827

### XX + XXI. Galeria Sztuki Polskiej
Dawna Galeria Sztuki Polskiej XX wieku, uzupełniona w 2021 roku o dzieła współczesnych artystów z XXI wieku, na powierzchni ponad 3000 metrów kwadratowych mieści dzieła sztuki polskiej od Młodej Polski po czasy najnowsze. 
Galerię zapowiada pokaz rzeźb w holu z pierwszej połowy XX wieku takich artystów jak Xawery Dunikowski, Ludomir Ślendziński, Wojciech Weiss czy Włodzimierz Konieczny. W pierwszej sali Galerii prezentowane jest malarstwo początku XX wieku, między innymi dzieła Jacka Malczewskiego, Stanisława Wyspiańskiego, Józefa Mehoffera, Wojciecha Weissa, Olgi Boznańskiej, Jana Stanisławskiego. Okres międzywojenny reprezentują dzieła malarzy modernistycznych, w tym Zbigniewa Pronaszki, Zofii Stryjeńskiej, Stanisława Ignacego Witkiewicza, Leona Chwistka, Jana Cybisa oraz Marii Jaremy. Jako porównanie służy kolekcja Suzanne i Jana Brzękowskich, obejmująca prace zagranicznych artystów: Hansa Arpa, Fernanda Légera, Maxa Ernsta, Jana Brzękowskiego, a także fotomontaże i kolaże Kazimierza Podsadeckiego oraz Janusza Marii Brzeskiego. 

Sztukę powojenną do 1989 roku reprezentują socrealizm, taszyzm, malarstwo materii, surrealizm, ekspresjonizm abstrakcyjny, nowa figuracja, sztuka zaangażowana takich artystów, jak Tadeusz Kantor, Maria Jarema, Jerzy Nowosielski, Andrzej Wróblewski, Łukasz Korolkiewicz, Ewa Kuryluk, a także przedstawiciele ugrupowań artystycznych „Wprost” (Leszek Sobocki, Zbylut Grzywacz), „Ładnie” (Wilhelm Sasnal, Marcin Maciejowski) i „Gruppa” (Jarosław Modzelewski, Włodzimierz Pawlak). Abstrakcja geometryczna i konceptualizm są reprezentowane przez utwory Henryka Stażewskiego, Stefana Gierowskiego, Edwarda Krasińskiego, Romana Opałki, Ryszarda Winiarskiego, Wojciecha Fangora, Natalii LL, Ewy Partum, Jerzego Rosołowicza, Stanisława Dróżdża. Dzieła stworzone po roku 1989 są zebrane pod tytułem „Transformacja”; wyróżniają się między innymi prace Zofii Kulik, Wilhelma Sasnala, Moniki Sosnowskiej, Roberta Kuśmirowskiego, Piotra Uklańskiego i Jarosława Kozakiewicza. Wystawa zawiera też pokaz filmów animowanych i eksperymentalnych takich twórców jak Julian Antonisz, Jan Lenica, Andrzej Pawłowski czy Jerzy Kucia. 

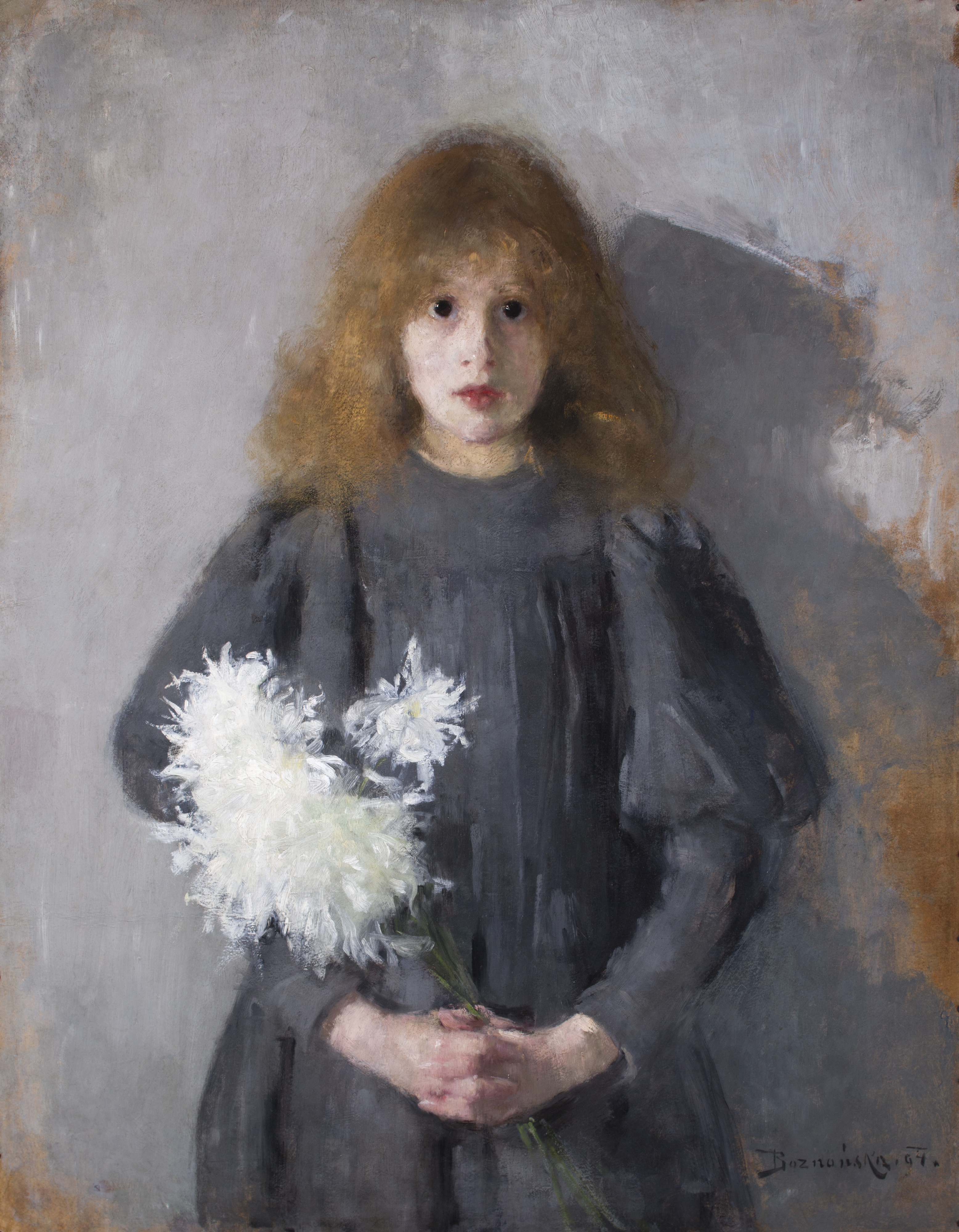
Olga Boznańska, Dziewczyna z chryzantemami, 1894
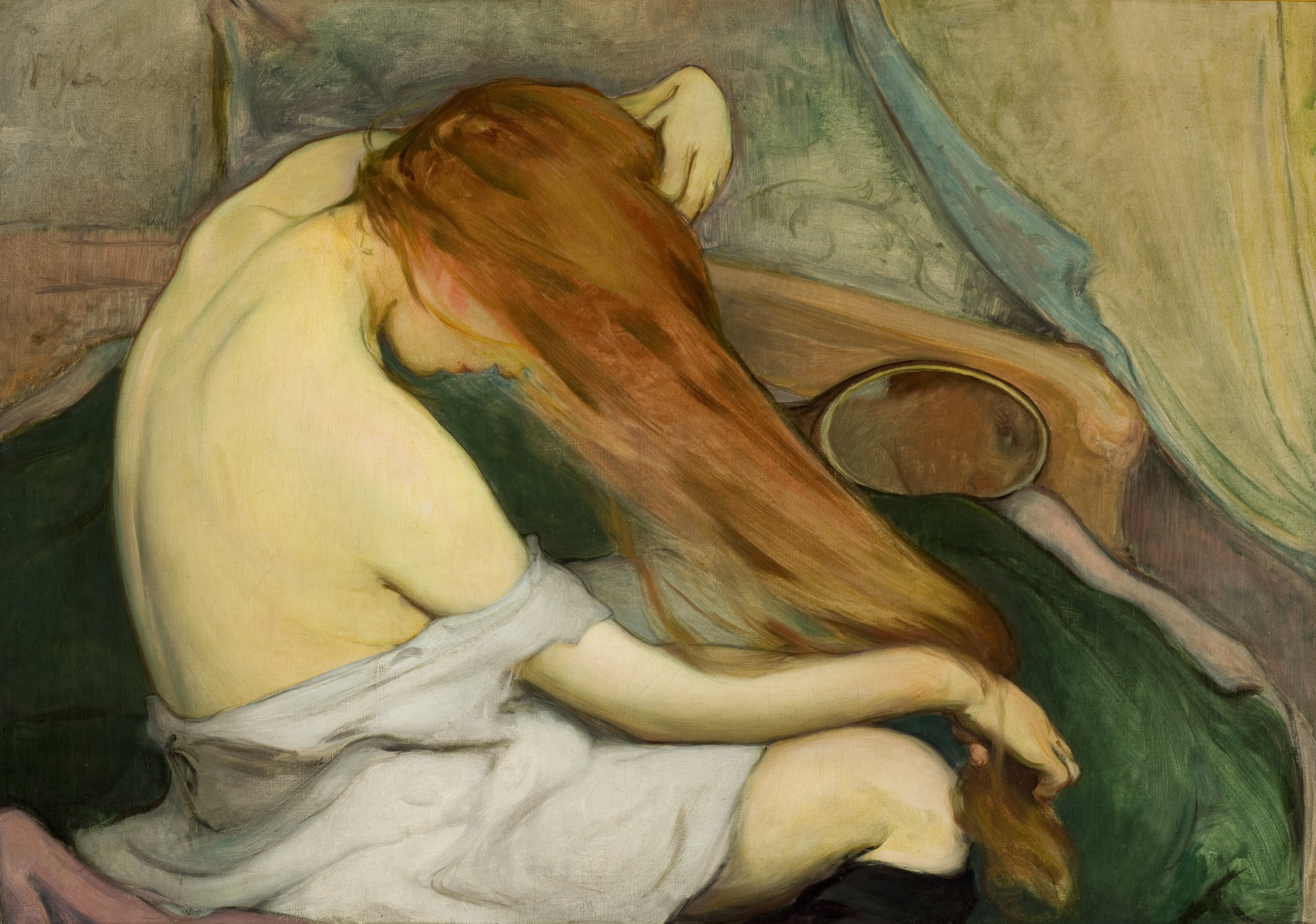
Władysław Ślewiński, Czesząca się, 1897
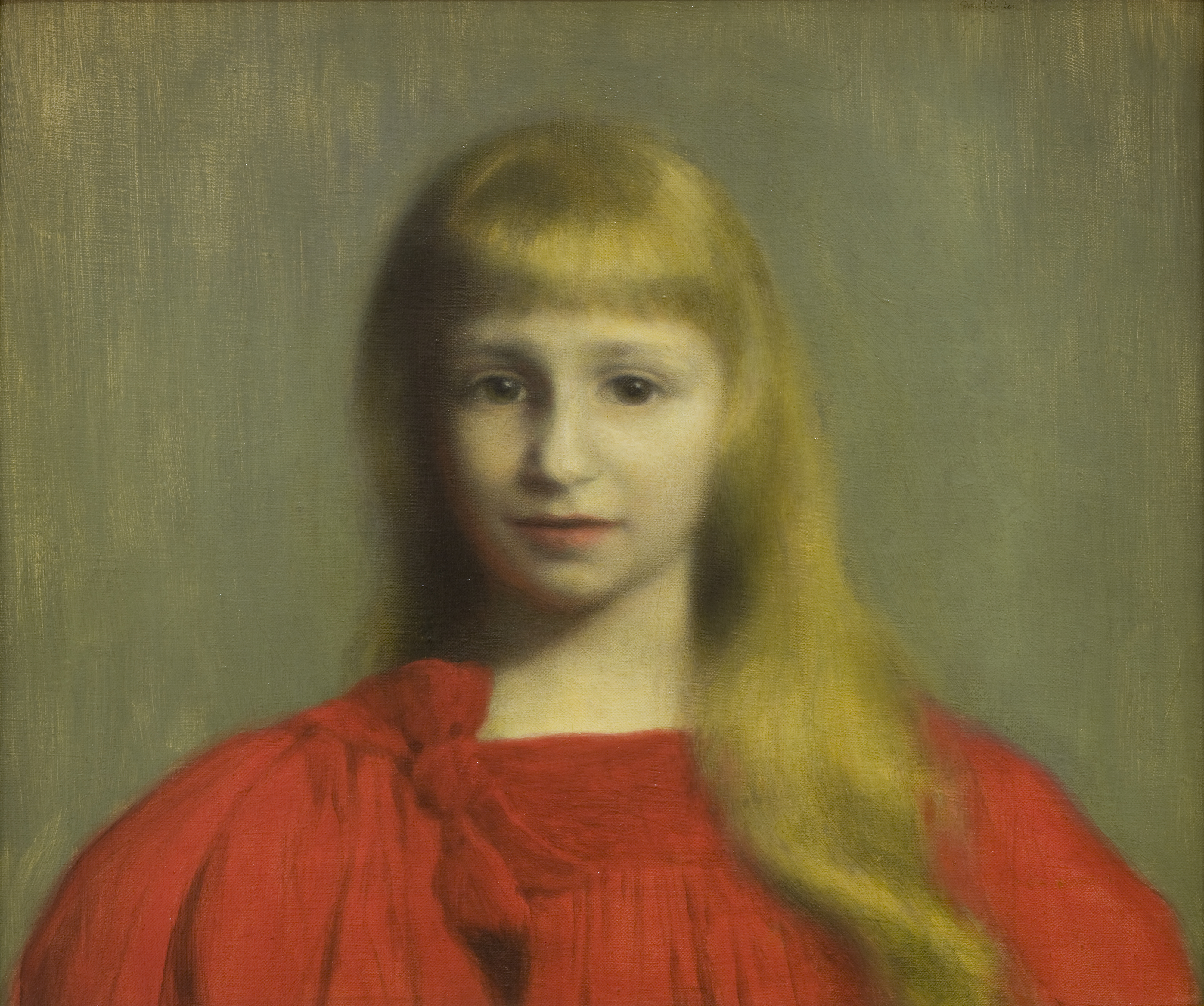
Józef Pankiewicz, Dziewczynka w czerwonej sukience, 1897
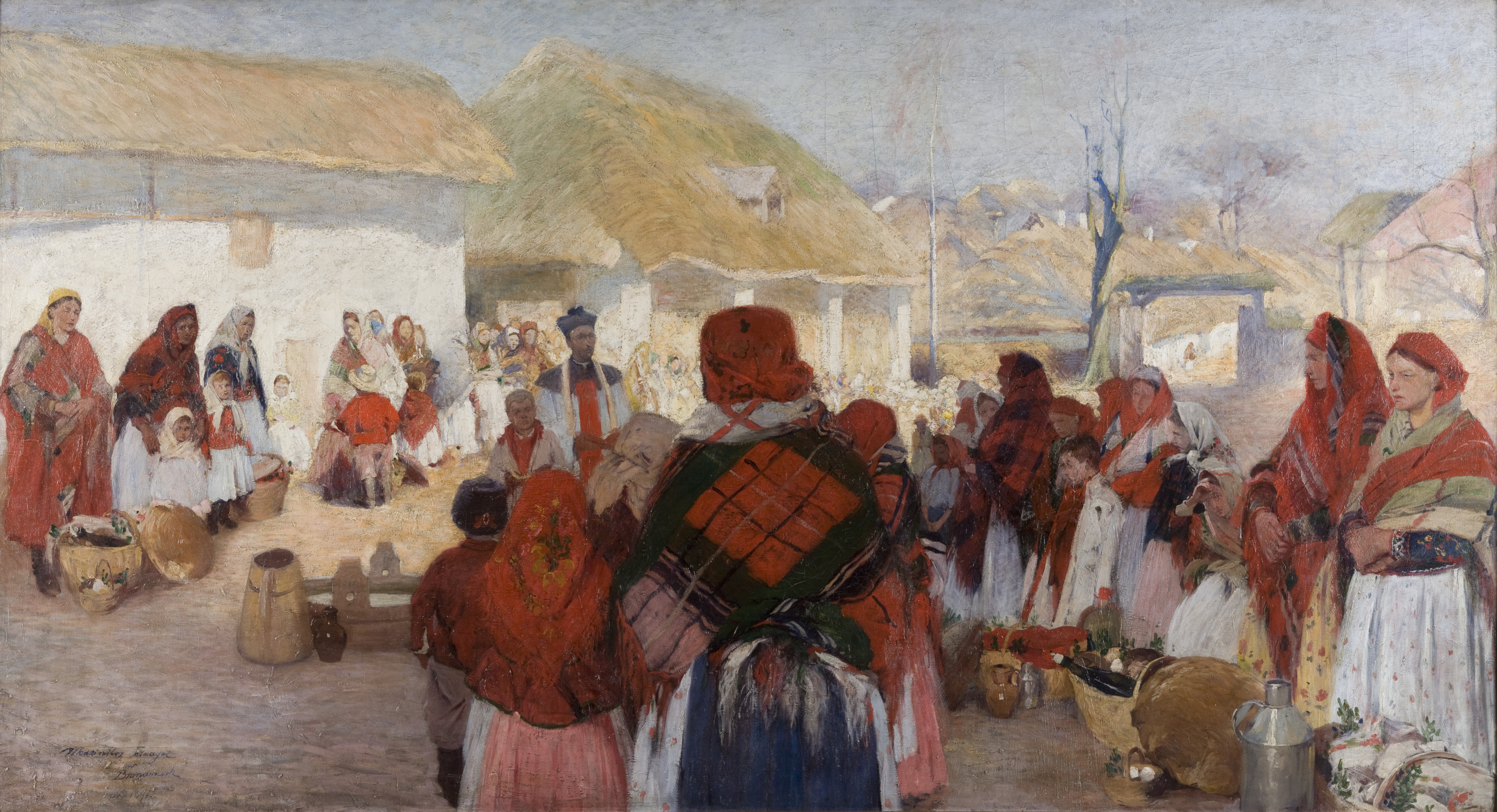
Włodzimierz Tetmajer, Święcone, 1897
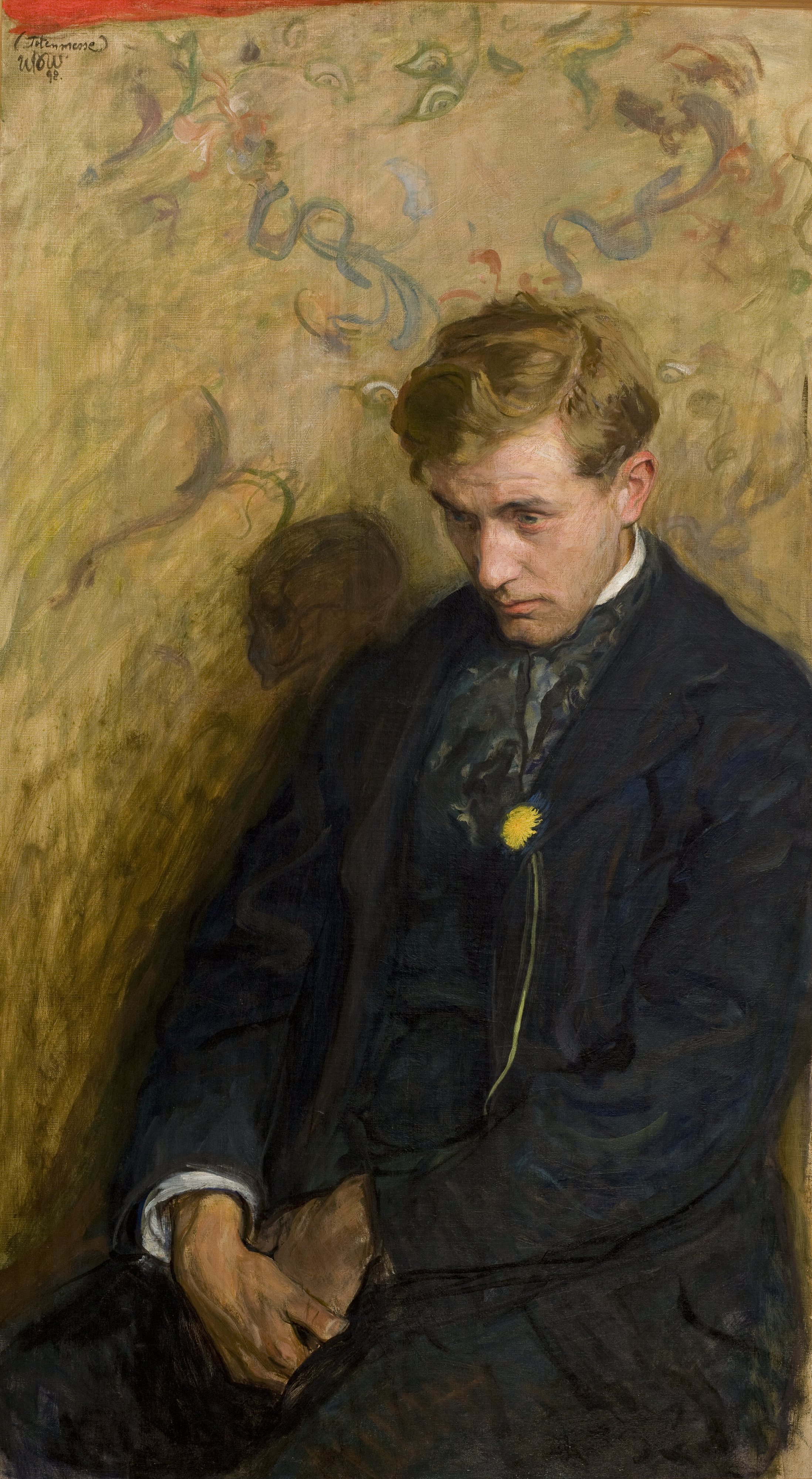
Wojciech Weiss, Melancholik, 1898
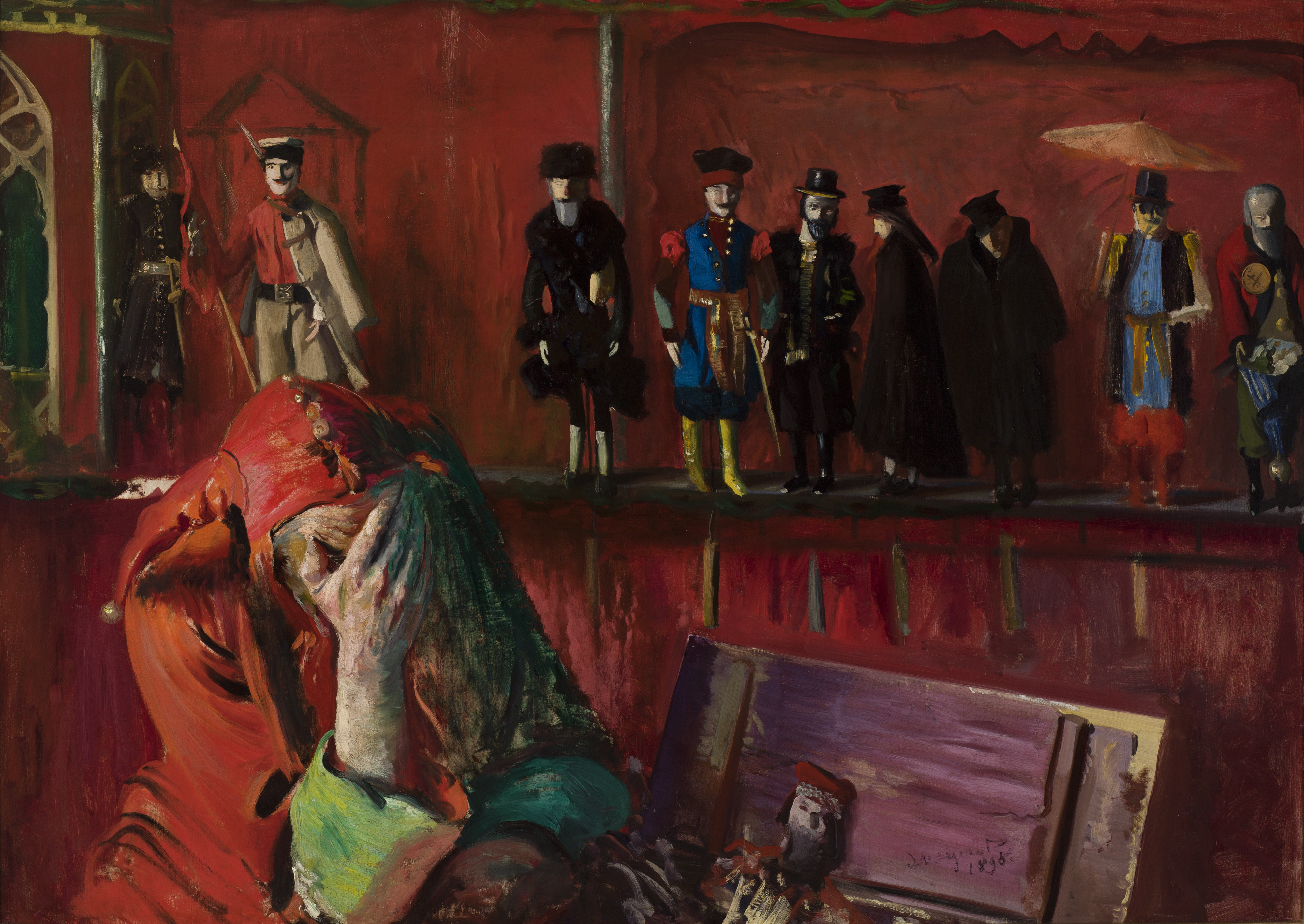
Leon Wyczółkowski, Stańczyk, 1898
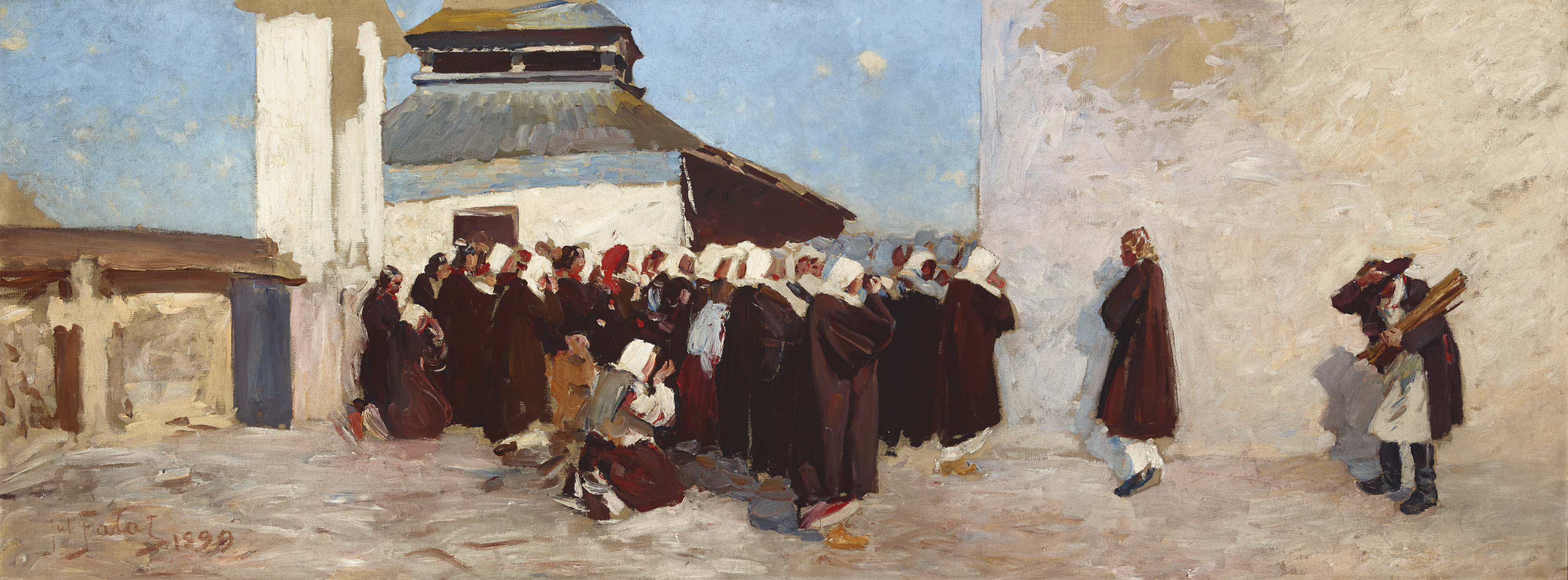
Julian Fałat, Przed cerkwią, 1899
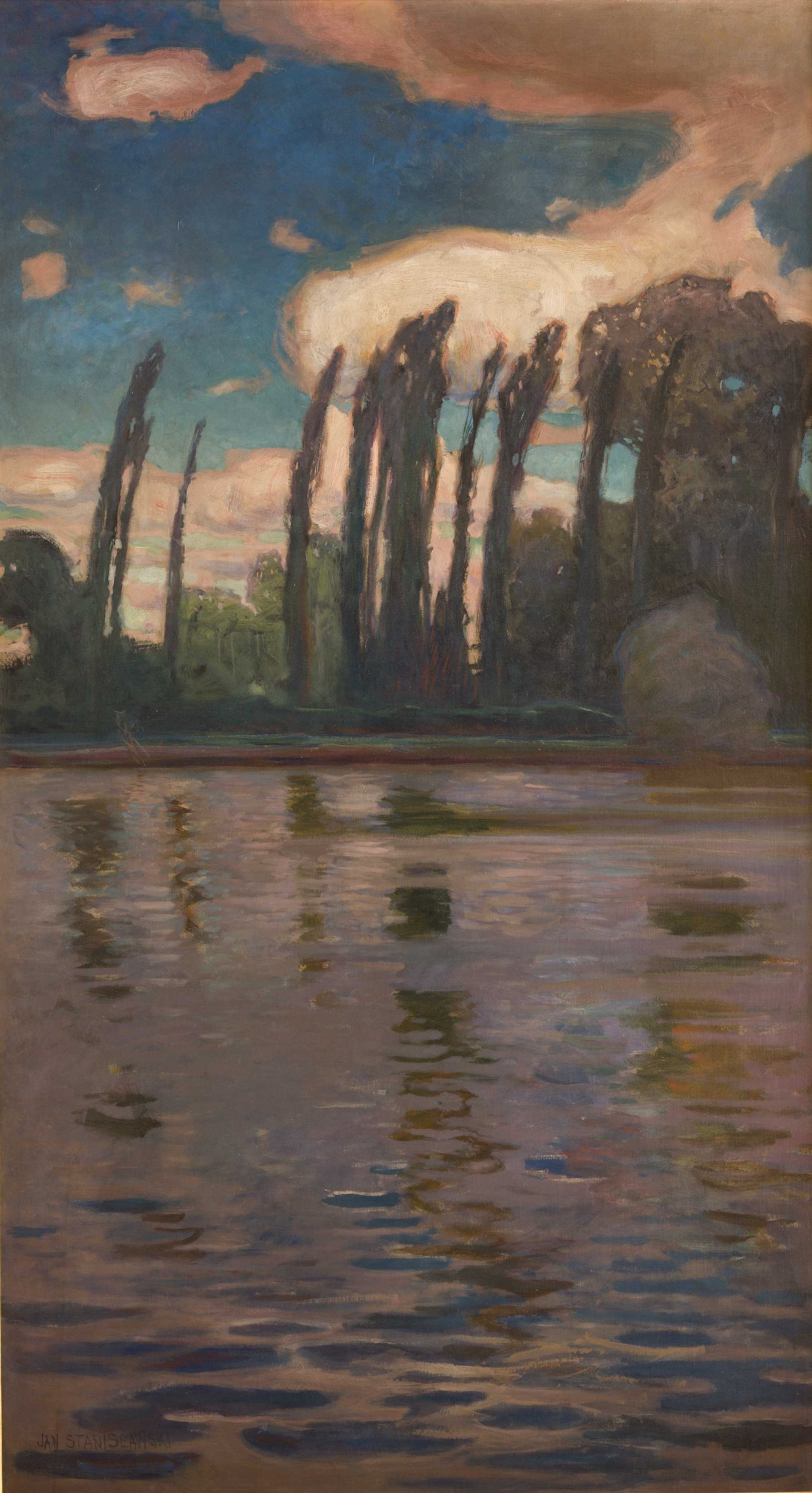
Jan Stanisławski, Topole nad wodą, 1900
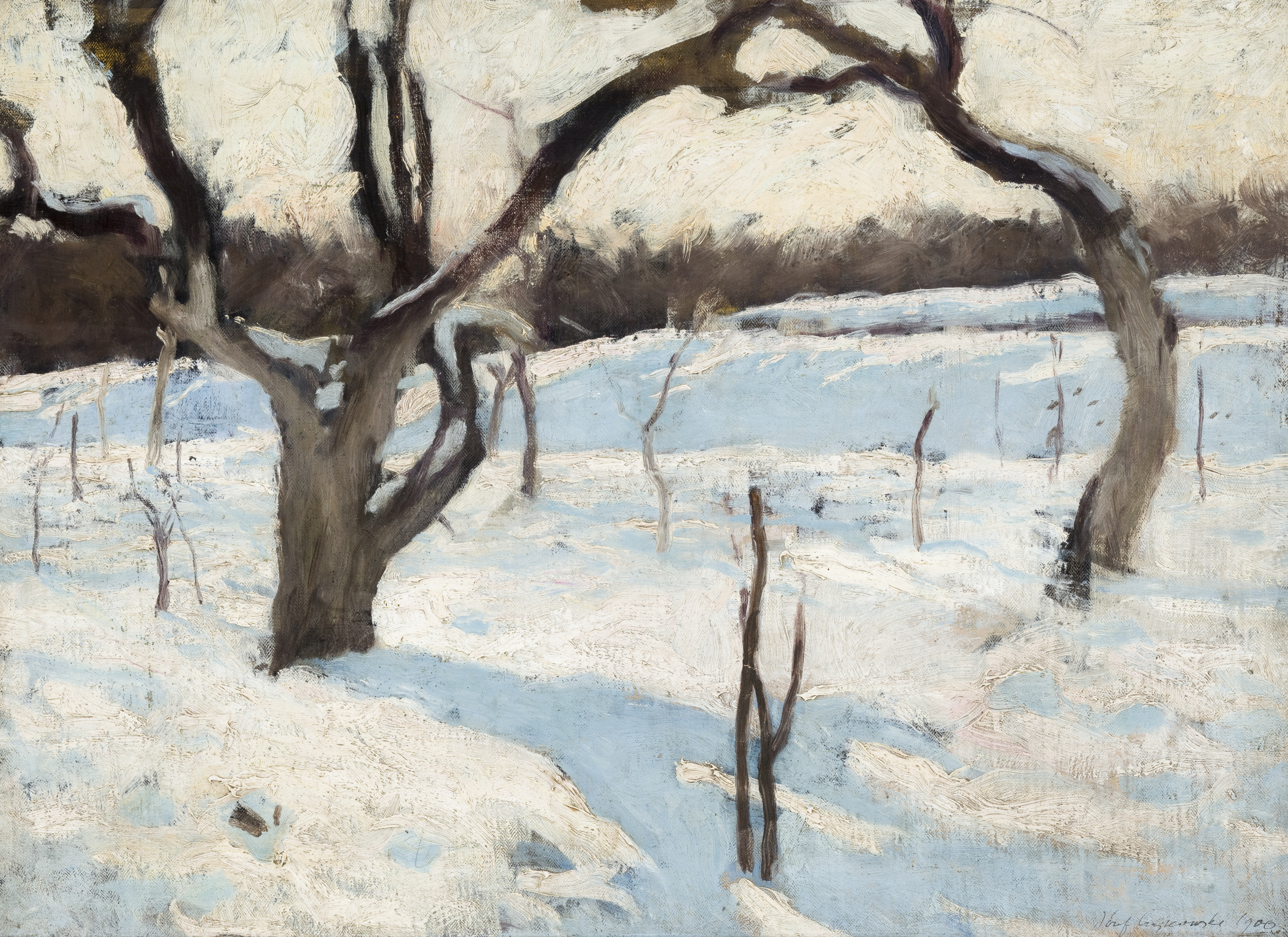
Józef Czajkowski, Sad w zimie, 1900
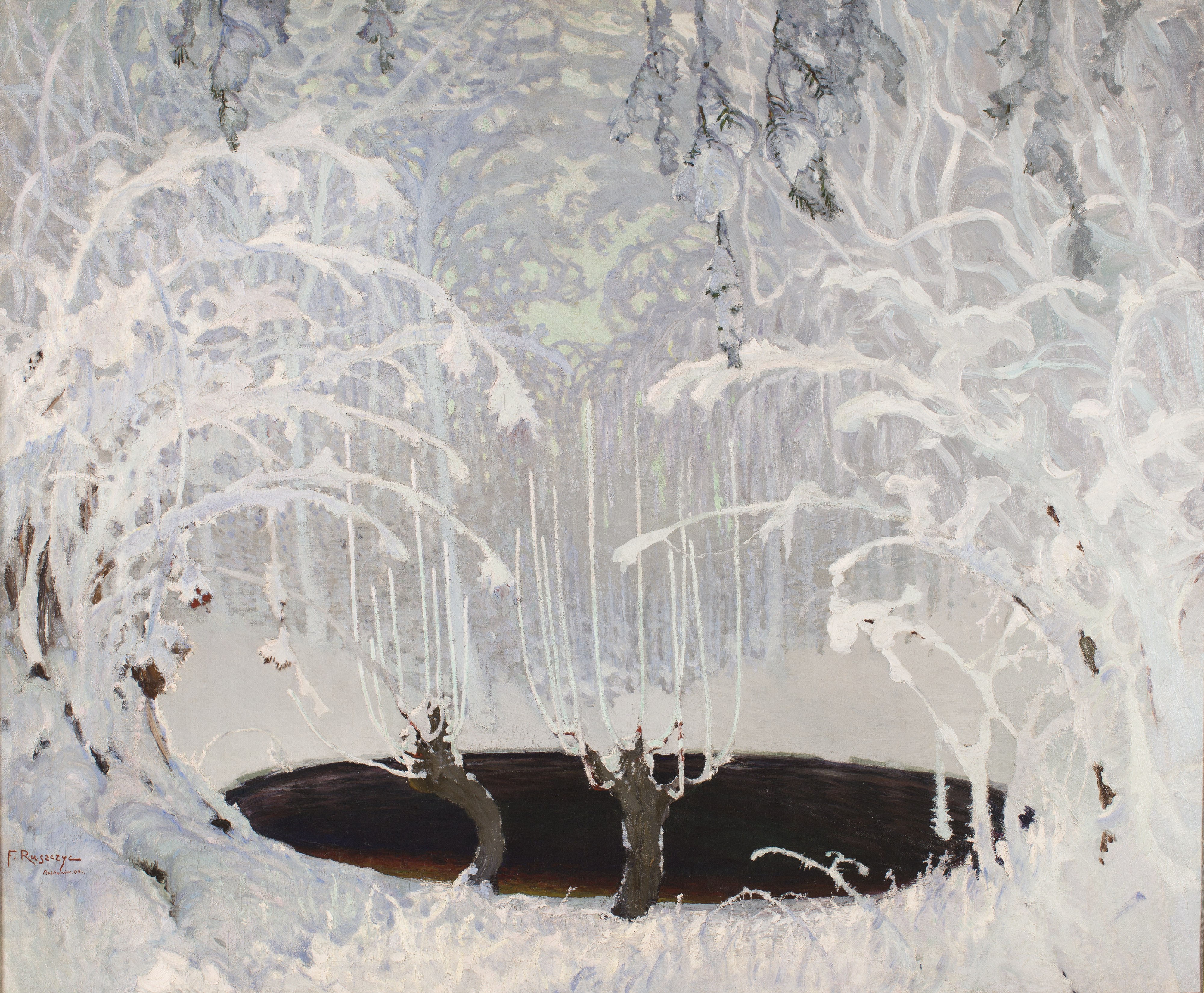
Ferdynand Ruszczyc, Bajka zimowa, 1904
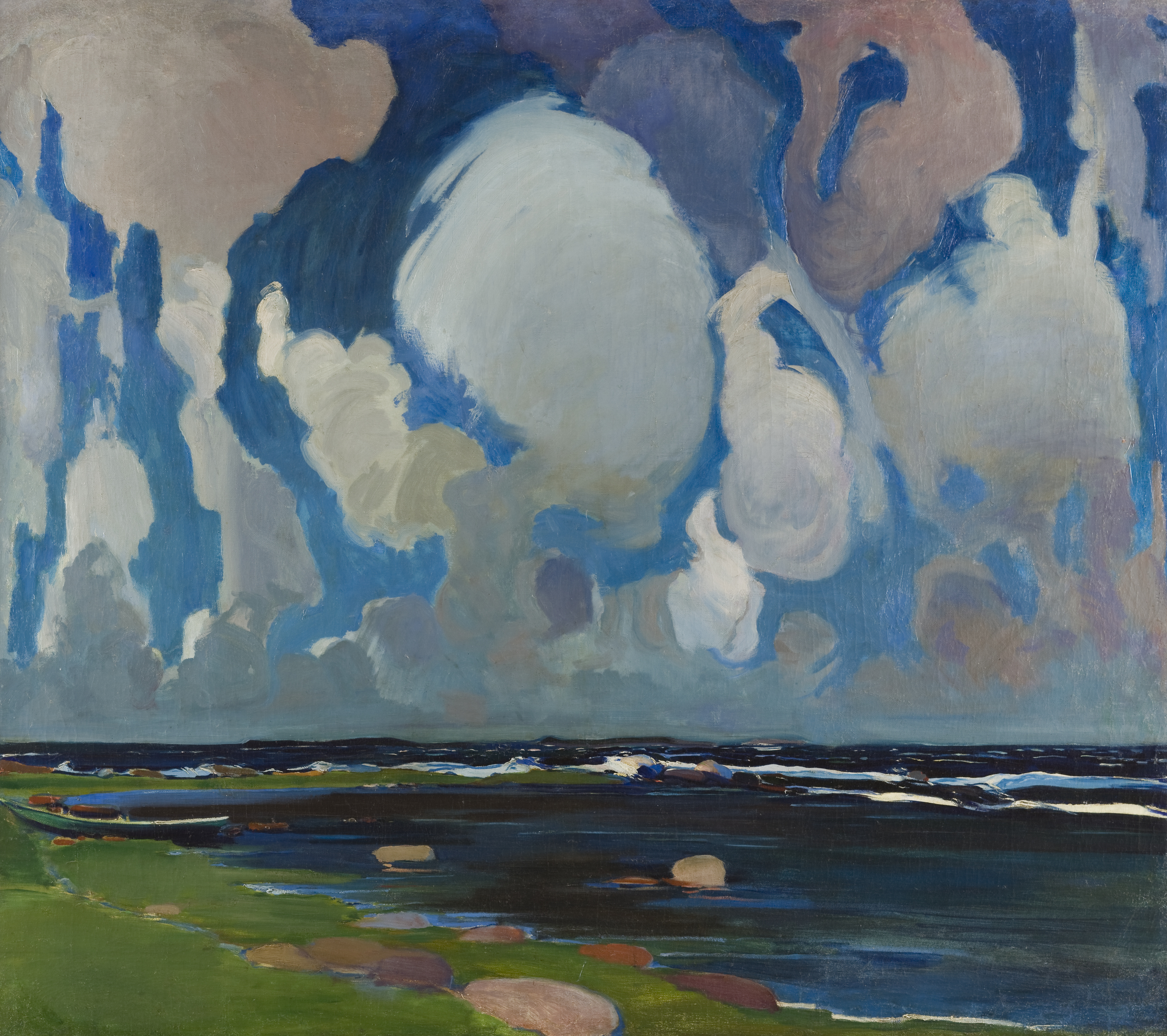
Konrad Krzyżanowski, Chmury w Finlandii, 1908
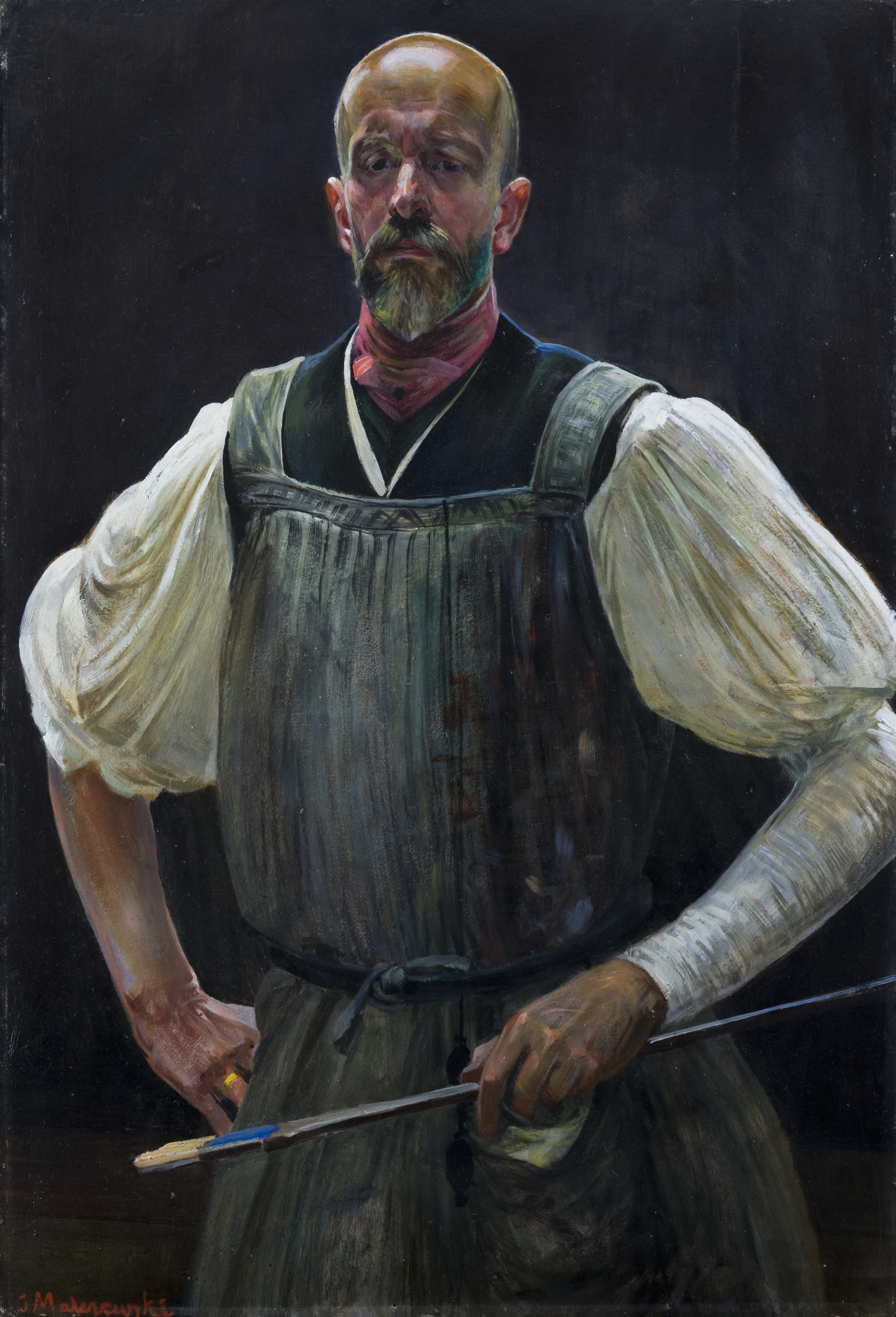
Jacek Malczewski, Autoportret, 1908–1915
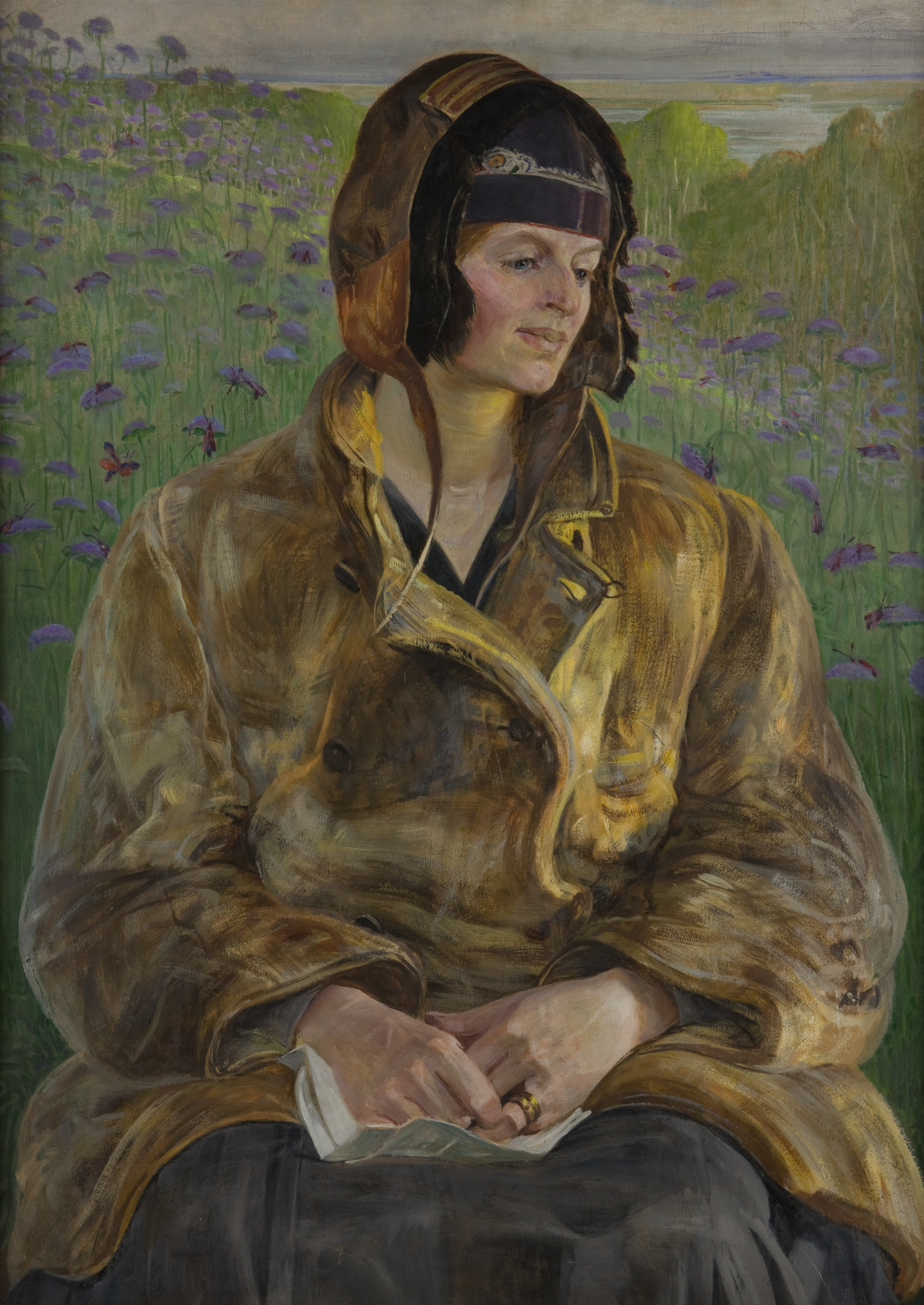
Jacek Malczewski, Ellenai, 1910
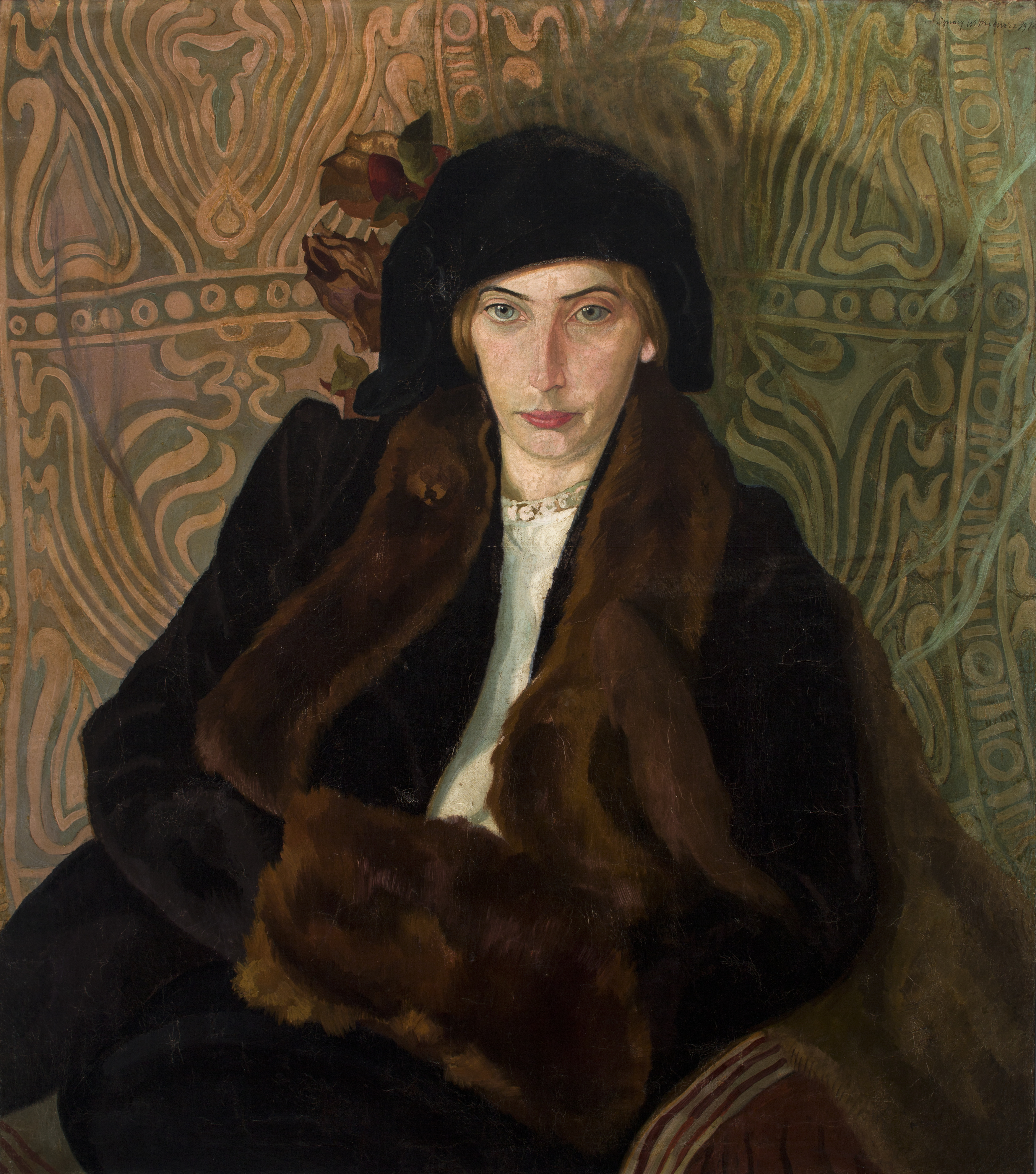
Stanisław Ignacy WItkiewicz, Portret Eugenii Dunin-Borkowskiej, 1912
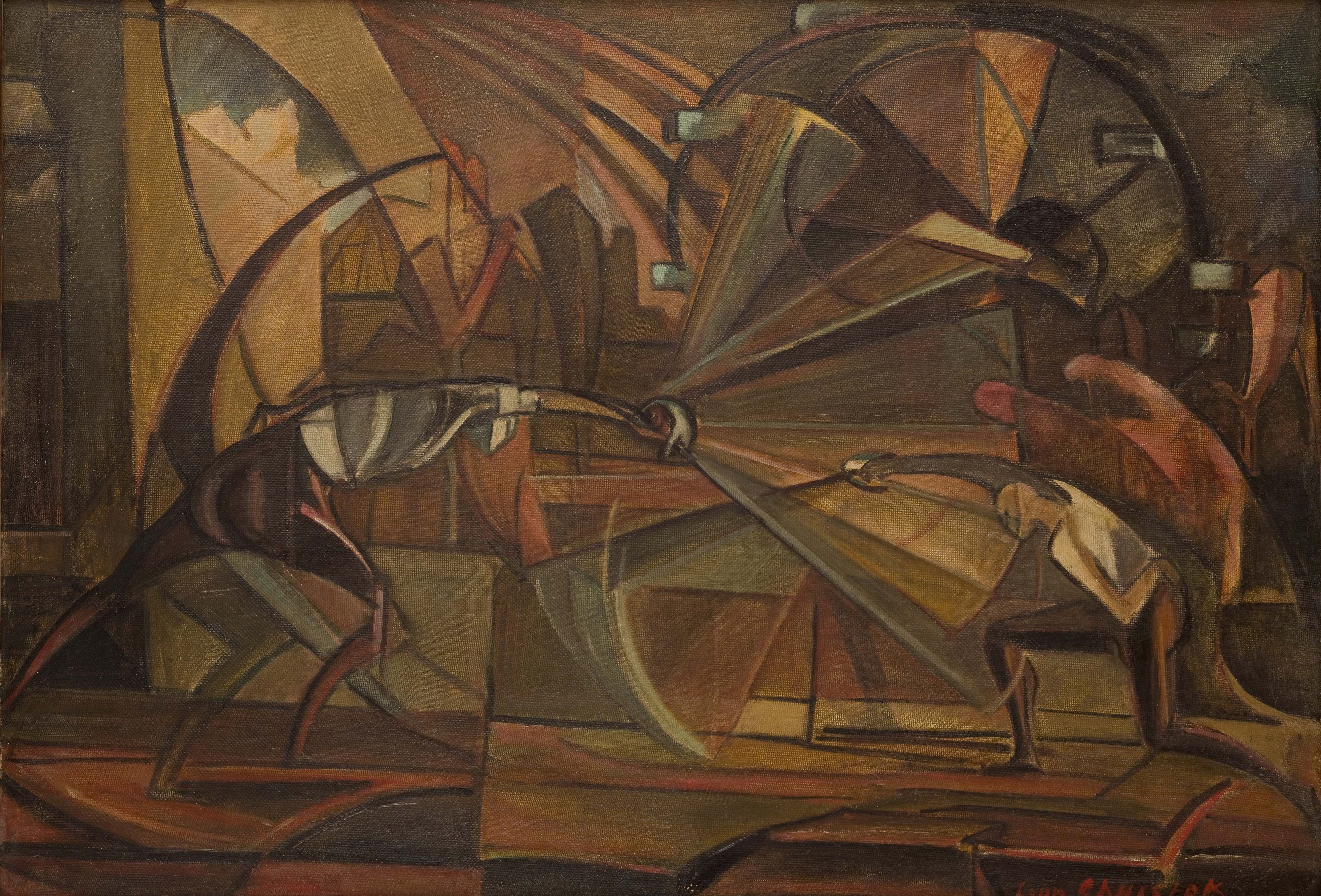
Leon Chwistek, Szermierka, 1919